# Casanova ’70
Casanova ’70 ist eine italienisch-französische Filmkomödie aus dem Jahr 1965. Die Hauptrolle spielte Marcello Mastroianni unter der Regie von Mario Monicelli. In dieser modernen Variante des Giacomo Casanova hat der Held, anders als das Vorbild aus dem 18. Jahrhundert, bei vielen Frauen eine Blockade.

## Handlung
Der italienische Major Colombetti ist bei einer NATO-Stelle in der Nähe von Paris stationiert. Dem unwiderstehlichen Schürzenjäger verfallen sämtliche Frauen, doch er ist von ihnen gelangweilt. Als seine neueste Freundin Noelle ihm an den Kopf wirft, dass er impotent sei, sucht er einen Psychoanalytiker auf. Er berichtet dem Doktor von zwei Abenteuern, bei denen er vor kurzem im entscheidenden Moment versagt habe.
Bei einer indonesischen Hostesse, für die zwischen zwei Flügen ein kurzes Schäferstündchen drinlag, begann er auf Zeit zu spielen; einem Zimmermädchen, das er auf einer Gondel ausführte, sang er die ganze Nacht lang vor, statt sie ins Bett zu führen. Der Doktor verwirft seine Befürchtung einer Impotenz und stellt die Diagnose, dass er eine Frau erst unter Gefahr reizvoll finde – damit er keine Risiken für sich und andere eingeht, soll er sich jeglicher Frau enthalten. Colombetti macht beim Wintersport die Bekanntschaft der jungen Gigliola, der die Eltern nichts erlauben, und er verbringt entspannte Tage. Beim gemeinsamen Zirkusbesuch kann er nicht widerstehen, zur Löwendompteurin in den Käfig zu steigen – für Gigliolas Eltern ein skandalöses Benehmen. Das nächste attraktive Ziel ist die Frau seines Vorgesetzten, der ihn im Schrank vorfindet und zur Strafe nach Sizilien abkommandiert. Dort macht er die Bekanntschaft von Thelma, die mit einem reichen, älteren und sehr eifersüchtigen Grafen verheiratet ist. Colombetti bezeichnet ihr Ort und Zeit für ein Rendez-vous, zu dem sie nicht erscheint. Stattdessen wird er dort Zeuge einer Tragödie, weil ein junger Mann seine ehemalige Verlobte nicht heiraten will, da sie angeblich nicht mehr Jungfrau sei. Er gibt vor, Arzt zu sein, bleibt mit ihr allein im Zimmer und macht sich über sie her. Von dem tatsächlichen Arzt aufgeschreckt tritt er eine halsbrecherische Flucht vor der bewaffneten Familienbande an und stürzt mit dem Wagen eine Klippe hinab. In dieser Notlage findet er Unterschlupf bei Gigliola, deren Mutter verständnisvoller geworden ist und ihr keine Keuschheit mehr abverlangt. Damit ist Gigliola für ihn aber nicht mehr reizvoll und er nimmt Reißaus. Am Bahnhof hört er abergläubische Männer von einer Fußpflegerin sprechen. Mehrere Männer, die mit ihr geschlafen haben, sollen später umgekommen sein. Er begibt sich zu ihr und sie klärt ihn darüber auf, dass es bei mehreren Tausend Männern statistisch zu erwarten sei, dass ein paar davon sterben.
Bei einer Kunstauktion in Vicenza entdeckt er Thelma und den Grafen. Weil dieser seine Frau eng bewacht, kann Colombetti mit ihr nicht alleine sein. Wegen der Taubheit des Grafen hat sie aber keine Hemmungen, in dessen Anwesenheit mit Colombetti heiße Liebesworte auszutauschen. Der Major gibt sich als Kunsthändler aus und reist am Wochenende zum abgelegenen Anwesen des Grafen, der ihn zum Übernachten einlädt. Thelma tanzt mit Colombetti in der Nacht zu lauter Musik. Sie verabreden, eine Steinkugel, die einen Teil des Balkongeländers bildet, anzusägen und sie auf den Grafen fallen zu lassen. Dieser, keineswegs taub, hat das sehr wohl mitbekommen und versucht, den Major in die gestellte Falle zu führen, wird aber schließlich doch das Opfer. Colombetti kommt vor Gericht, wo zahlreiche Verflossene über ihn aussagen. Er rechtfertigt sich, dass er einen besonderen Kitzel gebraucht habe, weil die Frauen inzwischen so aufgeschlossen und schnell zur Hingabe bereit seien. Er wird freigesprochen, scheint geheilt und heiratet Gigliola. Doch statt durch die Tür ins Schlafzimmer zu gehen, klettert er auf der Fassade des Hochhauses zu ihr hinüber.

## Kritiken ’65
Die italienische La Stampa urteilte, der Film verfolge keine weltanschaulichen Ziele und bezwecke zu unterhalten. Obwohl die komischen Ideen nicht immer erstklassig seien, demontiere der Film einmal mehr den Mythos des Verführers. „Ständig wechselnder Hintergrund, ein ständiger Wechsel schöner Frauen, […] ein bewährter sympathischer Schauspieler wie Mastroianni, […] die leichte Hand und der häufig spürbare Witz des Regisseurs machen daraus ein angenehmes und bissiges Schauspiel.“ Il Giorno fand den Film lustig, abwechslungsreich und elegant. Und auch oberflächlich, weil er keinen Wunsch zeige, Motive von Figuren zu vertiefen.
Dass der Film nicht eine psychologische Vertiefung anstrebe, meinte auch Der Spiegel: Es komme Monicelli „mehr auf Spaß als auf Freud“ an, kalauerte die Zeitschrift. Der katholische film-dienst warnte vor der „Sexualposse“, die ein „völliger Irrweg“ sei. Vom fähigen Regisseur Monicelli hätte man „mehr Geschmack und Diskretion, weniger plumpe Karikatur und platte Spekulation erwartet.“ Die Frauen, „fast ein Dutzend Aktmagazin-Schönheiten“, fungierten als „Lustobjekt – nie als Subjekt erotischer Anziehung“. Und: „Daß es Frauen gibt, deren Eroberung eine andere als die sexuelle Dimension verlangt, davon hat der neue Film-Casanova offenbar nie etwas erfahren.“ Laut der Zeitschrift Filmkritik bediene der Film „die Freude am Ansehen hübscher Mädchen“. Damit gehöre er „zu jenen Gebrauchsfilmen, bei denen der Volkswille durch Produzentenmund am Drehbuch mitarbeitet.“ Trotz diesen Bedingungen sei „etwas Akzeptables“ entstanden. „Es wurde festgestellt, daß eine Gesellschaft, die sich an Detektivgeschichten ergötzt, geradezu einen Überschuss an staatsgetreuer Gesinnung besitzt; daraus läßt sich auf die Sittenstrenge eines Publikums schließen, das sich an einem Filmbeau ergötzt, der von einer Schönheit zur anderen getrieben wird […]“. Zwar beute der Film die Verwechslung von Sexualität und Erotik aus, „aber in Einzelheiten hat der Regisseur die Mechanik industrieller Vergnügungen um einige Grad überdreht, so daß ihr Ablauf nicht mehr so penetrant dem Klingeln einer Ladenkasse gleicht.“

## Auszeichnungen
Auf den Filmfestspielen in San Sebastián erhielt der Film die Preise für die beste Regie und für den besten Darsteller zugesprochen. 1966 war er für das beste Originaldrehbuch für einen Oscar nominiert.